# Selección de fútbol sub-23 de Venezuela
La selección de fútbol sub-23 de Venezuela es el equipo representativo del país en las competiciones oficiales de fútbol de su categoría. Su organización está a cargo de la Federación Venezolana de Fútbol, la cual es miembro de la Confederación Sudamericana de Fútbol y de la FIFA.
La selección de fútbol sub-23 de Venezuela es la encargada de defender al país en los torneos de Fútbol en los Juegos Olímpicos en caso de obtener ésta la clasificación, derecho que se obtiene en el Torneo Preolímpico Sudamericano Sub-23.
Su mejor participación en un Torneo Preolímpico Sub-23 ha sido en las ediciones de 1980,1996 y 2024, en donde obtuvo el cuarto lugar.

## Historia
Venezuela tuvo la oportunidad de disputar los Juegos Olímpicos de Roma 1960 al ser invitada por FIFA en 1959, sin embargo, la federación por medio de su secretario Pedro Cabello Gibbs, rechazó la invitación argumentado que no estaban en condiciones técnicas para afrontar un compromiso de esa naturaleza.
Después de que se estableciera el Torneo Preolímpico Sudamericano Sub-23 por la Conmebol en 1960, Venezuela participaría en la fase de clasificación por primera vez en la edición de 1968. Su debut se produjo ante Chile en donde cayeron 0:1. En los siguientes dos partidos ante Brasil y Paraguay, caerían en ambos por marcador de 0:3. Un resultado similar se obtuvo en el preolímpico de 1972, mientras que para 1976, Venezuela ni siquiera participó.
En el preolímpico de los Juegos de Moscú 1980, participó en un grupo formado por Argentina, Bolivia, Brasil, Colombia, Chile y Perú. Venezuela consigue 2 victorias —contra Colombia y Bolivia— y un empate ante Chile, obteniendo así el cuarto lugar y el único pase hasta el momento a unos Juegos Olímpicos, con cinco puntos en la clasificación, destacando que en las eliminatorias sudamericanas solo avanzan dos países. De manera inesperada, Argentina —ganador del preolímpico—, se une al boicot convocado por 65 naciones en protesta contra la Unión Soviética por la invasión a Afganistán que comenzó a finales de 1979.
En los siguientes preolímpicos Venezuela no destacaría sino hasta 1996. En esa edición quedó segunda en la primera fase tras Argentina, al conseguir dos victorias —ante Colombia y Ecuador—, un empate —ante Chile— y una derrota —ante Argentina—, consiguiendo así el pase a la fase final. En ella alcanzó el cuarto puesto tras caer derrotada en todos sus partidos.

## Uniforme
- Uniforme titular: Camiseta vinotinto, pantalón vinotinto, medias vinotinto.
- Uniforme alternativo: Camiseta blanca, pantalón blanco, medias blancas.

## Estadísticas

### Juegos Olímpicos
| Año   | Ronda                                   | Posición                                | PJ                                      | PG                                      | PE                                      | PP                                      | GF                                      | GC                                      | Goleador                                |              |
| ----- | --------------------------------------- | --------------------------------------- | --------------------------------------- | --------------------------------------- | --------------------------------------- | --------------------------------------- | --------------------------------------- | --------------------------------------- | --------------------------------------- | ------------ |
| 1896  | No hubo competición de fútbol           | No hubo competición de fútbol           | No hubo competición de fútbol           | No hubo competición de fútbol           | No hubo competición de fútbol           | No hubo competición de fútbol           | No hubo competición de fútbol           | No hubo competición de fútbol           | No hubo competición de fútbol           |              |
| 1900  | Solo participaron clubes                | Solo participaron clubes                | Solo participaron clubes                | Solo participaron clubes                | Solo participaron clubes                | Solo participaron clubes                | Solo participaron clubes                | Solo participaron clubes                | Solo participaron clubes                |              |
| 1904  | Solo participaron clubes                | Solo participaron clubes                | Solo participaron clubes                | Solo participaron clubes                | Solo participaron clubes                | Solo participaron clubes                | Solo participaron clubes                | Solo participaron clubes                | Solo participaron clubes                |              |
| 1908  | Solo participaron selecciones absolutas | Solo participaron selecciones absolutas | Solo participaron selecciones absolutas | Solo participaron selecciones absolutas | Solo participaron selecciones absolutas | Solo participaron selecciones absolutas | Solo participaron selecciones absolutas | Solo participaron selecciones absolutas | Solo participaron selecciones absolutas |              |
| 1912  | Solo participaron selecciones absolutas | Solo participaron selecciones absolutas | Solo participaron selecciones absolutas | Solo participaron selecciones absolutas | Solo participaron selecciones absolutas | Solo participaron selecciones absolutas | Solo participaron selecciones absolutas | Solo participaron selecciones absolutas | Solo participaron selecciones absolutas |              |
| 1920  | Solo participaron selecciones absolutas | Solo participaron selecciones absolutas | Solo participaron selecciones absolutas | Solo participaron selecciones absolutas | Solo participaron selecciones absolutas | Solo participaron selecciones absolutas | Solo participaron selecciones absolutas | Solo participaron selecciones absolutas | Solo participaron selecciones absolutas |              |
| 1924  | Solo participaron selecciones absolutas | Solo participaron selecciones absolutas | Solo participaron selecciones absolutas | Solo participaron selecciones absolutas | Solo participaron selecciones absolutas | Solo participaron selecciones absolutas | Solo participaron selecciones absolutas | Solo participaron selecciones absolutas | Solo participaron selecciones absolutas |              |
| 1928  | Solo participaron selecciones absolutas | Solo participaron selecciones absolutas | Solo participaron selecciones absolutas | Solo participaron selecciones absolutas | Solo participaron selecciones absolutas | Solo participaron selecciones absolutas | Solo participaron selecciones absolutas | Solo participaron selecciones absolutas | Solo participaron selecciones absolutas |              |
| 1932  | No hubo competición de fútbol           | No hubo competición de fútbol           | No hubo competición de fútbol           | No hubo competición de fútbol           | No hubo competición de fútbol           | No hubo competición de fútbol           | No hubo competición de fútbol           | No hubo competición de fútbol           | No hubo competición de fútbol           |              |
| 1936  | Solo participaron selecciones absolutas | Solo participaron selecciones absolutas | Solo participaron selecciones absolutas | Solo participaron selecciones absolutas | Solo participaron selecciones absolutas | Solo participaron selecciones absolutas | Solo participaron selecciones absolutas | Solo participaron selecciones absolutas | Solo participaron selecciones absolutas |              |
| 1948  | Solo participaron selecciones absolutas | Solo participaron selecciones absolutas | Solo participaron selecciones absolutas | Solo participaron selecciones absolutas | Solo participaron selecciones absolutas | Solo participaron selecciones absolutas | Solo participaron selecciones absolutas | Solo participaron selecciones absolutas | Solo participaron selecciones absolutas |              |
| 1952  | Solo participaron selecciones absolutas | Solo participaron selecciones absolutas | Solo participaron selecciones absolutas | Solo participaron selecciones absolutas | Solo participaron selecciones absolutas | Solo participaron selecciones absolutas | Solo participaron selecciones absolutas | Solo participaron selecciones absolutas | Solo participaron selecciones absolutas |              |
| 1956  | Solo participaron selecciones absolutas | Solo participaron selecciones absolutas | Solo participaron selecciones absolutas | Solo participaron selecciones absolutas | Solo participaron selecciones absolutas | Solo participaron selecciones absolutas | Solo participaron selecciones absolutas | Solo participaron selecciones absolutas | Solo participaron selecciones absolutas |              |
| 1960  | Solo participaron selecciones absolutas | Solo participaron selecciones absolutas | Solo participaron selecciones absolutas | Solo participaron selecciones absolutas | Solo participaron selecciones absolutas | Solo participaron selecciones absolutas | Solo participaron selecciones absolutas | Solo participaron selecciones absolutas | Solo participaron selecciones absolutas |              |
| 1964  | Solo participaron selecciones absolutas | Solo participaron selecciones absolutas | Solo participaron selecciones absolutas | Solo participaron selecciones absolutas | Solo participaron selecciones absolutas | Solo participaron selecciones absolutas | Solo participaron selecciones absolutas | Solo participaron selecciones absolutas | Solo participaron selecciones absolutas |              |
| 1968  | Solo participaron selecciones absolutas | Solo participaron selecciones absolutas | Solo participaron selecciones absolutas | Solo participaron selecciones absolutas | Solo participaron selecciones absolutas | Solo participaron selecciones absolutas | Solo participaron selecciones absolutas | Solo participaron selecciones absolutas | Solo participaron selecciones absolutas |              |
| 1972  | Solo participaron selecciones absolutas | Solo participaron selecciones absolutas | Solo participaron selecciones absolutas | Solo participaron selecciones absolutas | Solo participaron selecciones absolutas | Solo participaron selecciones absolutas | Solo participaron selecciones absolutas | Solo participaron selecciones absolutas | Solo participaron selecciones absolutas |              |
| 1976  | Solo participaron selecciones absolutas | Solo participaron selecciones absolutas | Solo participaron selecciones absolutas | Solo participaron selecciones absolutas | Solo participaron selecciones absolutas | Solo participaron selecciones absolutas | Solo participaron selecciones absolutas | Solo participaron selecciones absolutas | Solo participaron selecciones absolutas |              |
| 1980  | Primera fase                            | 12.º                                    | 3                                       | 1                                       | 0                                       | 2                                       | 3                                       | 7                                       | Iker Zubizarreta: 2                     |              |
| 1984  | Solo participaron selecciones absolutas | Solo participaron selecciones absolutas | Solo participaron selecciones absolutas | Solo participaron selecciones absolutas | Solo participaron selecciones absolutas | Solo participaron selecciones absolutas | Solo participaron selecciones absolutas | Solo participaron selecciones absolutas | Solo participaron selecciones absolutas |              |
| 1988  | Solo participaron selecciones absolutas | Solo participaron selecciones absolutas | Solo participaron selecciones absolutas | Solo participaron selecciones absolutas | Solo participaron selecciones absolutas | Solo participaron selecciones absolutas | Solo participaron selecciones absolutas | Solo participaron selecciones absolutas | Solo participaron selecciones absolutas |              |
| 1992  | No clasificó                            | No clasificó                            | No clasificó                            | No clasificó                            | No clasificó                            | No clasificó                            | No clasificó                            | No clasificó                            | No clasificó                            | No clasificó |
| 1996  | No clasificó                            | No clasificó                            | No clasificó                            | No clasificó                            | No clasificó                            | No clasificó                            | No clasificó                            | No clasificó                            | No clasificó                            | No clasificó |
| 2000  | No clasificó                            | No clasificó                            | No clasificó                            | No clasificó                            | No clasificó                            | No clasificó                            | No clasificó                            | No clasificó                            | No clasificó                            | No clasificó |
| 2004  | No clasificó                            | No clasificó                            | No clasificó                            | No clasificó                            | No clasificó                            | No clasificó                            | No clasificó                            | No clasificó                            | No clasificó                            | No clasificó |
| 2008  | No clasificó                            | No clasificó                            | No clasificó                            | No clasificó                            | No clasificó                            | No clasificó                            | No clasificó                            | No clasificó                            | No clasificó                            | No clasificó |
| 2012  | No clasificó                            | No clasificó                            | No clasificó                            | No clasificó                            | No clasificó                            | No clasificó                            | No clasificó                            | No clasificó                            | No clasificó                            | No clasificó |
| 2016  | No clasificó                            | No clasificó                            | No clasificó                            | No clasificó                            | No clasificó                            | No clasificó                            | No clasificó                            | No clasificó                            | No clasificó                            | No clasificó |
| 2020  | No clasificó                            | No clasificó                            | No clasificó                            | No clasificó                            | No clasificó                            | No clasificó                            | No clasificó                            | No clasificó                            | No clasificó                            | No clasificó |
| 2024  | No clasificó                            | No clasificó                            | No clasificó                            | No clasificó                            | No clasificó                            | No clasificó                            | No clasificó                            | No clasificó                            | No clasificó                            | No clasificó |
| 2028  | Por definir                             | Por definir                             | Por definir                             | Por definir                             | Por definir                             | Por definir                             | Por definir                             | Por definir                             | Por definir                             |              |
| Total | 1/20                                    | 65.°                                    | 3                                       | 1                                       | 0                                       | 2                                       | 3                                       | 7                                       | Iker Zubizarreta: 2                     |              |

### Torneo Preolímpico
| Año   | Ronda        | Posición     | PJ           | PG           | PE           | PP           | GF           | GC           | Goleador                              |
| ----- | ------------ | ------------ | ------------ | ------------ | ------------ | ------------ | ------------ | ------------ | ------------------------------------- |
| 1960  | No participó | No participó | No participó | No participó | No participó | No participó | No participó | No participó | No participó                          |
| 1964  | No participó | No participó | No participó | No participó | No participó | No participó | No participó | No participó | No participó                          |
| 1968  | Primera fase | 8.°          | 3            | 0            | 0            | 3            | 0            | 7            | Sin datos                             |
| 1972  | Primera fase | 10.º         | 4            | 0            | 0            | 4            | 1            | 11           | José Araque: 1                        |
| 1976  | No participó | No participó | No participó | No participó | No participó | No participó | No participó | No participó | No participó                          |
| 1980  | Cuarto lugar | 4.º          | 6            | 2            | 1            | 3            | 7            | 6            | Sin datos                             |
| 1984  | Primera fase | 8.º          | 2            | 0            | 0            | 2            | 0            | 4            | Sin datos                             |
| 1988  | Primera fase | 10.º         | 4            | 0            | 0            | 4            | 1            | 9            | Sin datos                             |
| 1992  | Primera fase | 9.º          | 4            | 0            | 1            | 3            | 1            | 9            | Edson Rodríguez: 1                    |
| 1996  | Cuarto lugar | 4.º          | 7            | 2            | 1            | 4            | 10           | 14           | Rafael Castellín: 3                   |
| 2000  | Primera fase | 7.º          | 4            | 1            | 1            | 2            | 5            | 9            | Jorge Rojas: 2                        |
| 2004  | Primera fase | 9.º          | 4            | 0            | 1            | 3            | 2            | 11           | Giancarlo Maldonado: 2                |
| 2020  | Primera fase | 9.º          | 4            | 1            | 0            | 3            | 3            | 7            | Yeferson Soteldo: 2                   |
| 2024  | Cuarto lugar | 4.º          | 7            | 2            | 3            | 2            | 11           | 11           | Jovanny Bolívar: 3                    |
| Total | 11/14        | –            | 49           | 8            | 8            | 33           | 41           | 98           | Rafael Castellín y Jovanny Bolívar: 3 |

### Juegos Panamericanos
| Año   | Ronda                                   | Posición                                | PJ                                      | PG                                      | PE                                      | PP                                      | GF                                      | GC                                      | Goleador                                |
| ----- | --------------------------------------- | --------------------------------------- | --------------------------------------- | --------------------------------------- | --------------------------------------- | --------------------------------------- | --------------------------------------- | --------------------------------------- | --------------------------------------- |
| 1951  | Solo participaron selecciones absolutas | Solo participaron selecciones absolutas | Solo participaron selecciones absolutas | Solo participaron selecciones absolutas | Solo participaron selecciones absolutas | Solo participaron selecciones absolutas | Solo participaron selecciones absolutas | Solo participaron selecciones absolutas | Solo participaron selecciones absolutas |
| 1955  | Solo participaron selecciones absolutas | Solo participaron selecciones absolutas | Solo participaron selecciones absolutas | Solo participaron selecciones absolutas | Solo participaron selecciones absolutas | Solo participaron selecciones absolutas | Solo participaron selecciones absolutas | Solo participaron selecciones absolutas | Solo participaron selecciones absolutas |
| 1959  | Solo participaron selecciones absolutas | Solo participaron selecciones absolutas | Solo participaron selecciones absolutas | Solo participaron selecciones absolutas | Solo participaron selecciones absolutas | Solo participaron selecciones absolutas | Solo participaron selecciones absolutas | Solo participaron selecciones absolutas | Solo participaron selecciones absolutas |
| 1963  | Solo participaron selecciones absolutas | Solo participaron selecciones absolutas | Solo participaron selecciones absolutas | Solo participaron selecciones absolutas | Solo participaron selecciones absolutas | Solo participaron selecciones absolutas | Solo participaron selecciones absolutas | Solo participaron selecciones absolutas | Solo participaron selecciones absolutas |
| 1967  | Solo participaron selecciones absolutas | Solo participaron selecciones absolutas | Solo participaron selecciones absolutas | Solo participaron selecciones absolutas | Solo participaron selecciones absolutas | Solo participaron selecciones absolutas | Solo participaron selecciones absolutas | Solo participaron selecciones absolutas | Solo participaron selecciones absolutas |
| 1971  | Solo participaron selecciones absolutas | Solo participaron selecciones absolutas | Solo participaron selecciones absolutas | Solo participaron selecciones absolutas | Solo participaron selecciones absolutas | Solo participaron selecciones absolutas | Solo participaron selecciones absolutas | Solo participaron selecciones absolutas | Solo participaron selecciones absolutas |
| 1975  | Solo participaron selecciones absolutas | Solo participaron selecciones absolutas | Solo participaron selecciones absolutas | Solo participaron selecciones absolutas | Solo participaron selecciones absolutas | Solo participaron selecciones absolutas | Solo participaron selecciones absolutas | Solo participaron selecciones absolutas | Solo participaron selecciones absolutas |
| 1979  | Solo participaron selecciones absolutas | Solo participaron selecciones absolutas | Solo participaron selecciones absolutas | Solo participaron selecciones absolutas | Solo participaron selecciones absolutas | Solo participaron selecciones absolutas | Solo participaron selecciones absolutas | Solo participaron selecciones absolutas | Solo participaron selecciones absolutas |
| 1983  | Solo participaron selecciones absolutas | Solo participaron selecciones absolutas | Solo participaron selecciones absolutas | Solo participaron selecciones absolutas | Solo participaron selecciones absolutas | Solo participaron selecciones absolutas | Solo participaron selecciones absolutas | Solo participaron selecciones absolutas | Solo participaron selecciones absolutas |
| 1987  | Solo participaron selecciones absolutas | Solo participaron selecciones absolutas | Solo participaron selecciones absolutas | Solo participaron selecciones absolutas | Solo participaron selecciones absolutas | Solo participaron selecciones absolutas | Solo participaron selecciones absolutas | Solo participaron selecciones absolutas | Solo participaron selecciones absolutas |
| 1991  | Solo participaron selecciones absolutas | Solo participaron selecciones absolutas | Solo participaron selecciones absolutas | Solo participaron selecciones absolutas | Solo participaron selecciones absolutas | Solo participaron selecciones absolutas | Solo participaron selecciones absolutas | Solo participaron selecciones absolutas | Solo participaron selecciones absolutas |
| 1995  | Solo participaron selecciones absolutas | Solo participaron selecciones absolutas | Solo participaron selecciones absolutas | Solo participaron selecciones absolutas | Solo participaron selecciones absolutas | Solo participaron selecciones absolutas | Solo participaron selecciones absolutas | Solo participaron selecciones absolutas | Solo participaron selecciones absolutas |
| 1999  | No participó                            | No participó                            | No participó                            | No participó                            | No participó                            | No participó                            | No participó                            | No participó                            | No participó                            |
| 2003  | No clasificó                            | No clasificó                            | No clasificó                            | No clasificó                            | No clasificó                            | No clasificó                            | No clasificó                            | No clasificó                            | No clasificó                            |
| 2007  | Primera fase                            | 12.º                                    | 3                                       | 0                                       | 0                                       | 3                                       | 1                                       | 6                                       | Francisco Flores: 1                     |
| 2011  | No clasificó                            | No clasificó                            | No clasificó                            | No clasificó                            | No clasificó                            | No clasificó                            | No clasificó                            | No clasificó                            | No clasificó                            |
| 2015  | No clasificó                            | No clasificó                            | No clasificó                            | No clasificó                            | No clasificó                            | No clasificó                            | No clasificó                            | No clasificó                            | No clasificó                            |
| 2019  | No clasificó                            | No clasificó                            | No clasificó                            | No clasificó                            | No clasificó                            | No clasificó                            | No clasificó                            | No clasificó                            | No clasificó                            |
| 2023  | No clasificó                            | No clasificó                            | No clasificó                            | No clasificó                            | No clasificó                            | No clasificó                            | No clasificó                            | No clasificó                            | No clasificó                            |
| 2027  | Por determinar                          | Por determinar                          | Por determinar                          | Por determinar                          | Por determinar                          | Por determinar                          | Por determinar                          | Por determinar                          | Por determinar                          |
| Total | 1/4                                     | –                                       | 3                                       | 0                                       | 0                                       | 3                                       | 1                                       | 6                                       | Francisco Flores: 1                     |

### Juegos Centroamericanos y del Caribe
| Año   | Ronda                                   | Posición                                | PJ                                      | PG                                      | PE                                      | PP                                      | GF                                      | GC                                      | Goleador                                              |
| ----- | --------------------------------------- | --------------------------------------- | --------------------------------------- | --------------------------------------- | --------------------------------------- | --------------------------------------- | --------------------------------------- | --------------------------------------- | ----------------------------------------------------- |
| 1926  | No existía la selección                 | No existía la selección                 | No existía la selección                 | No existía la selección                 | No existía la selección                 | No existía la selección                 | No existía la selección                 | No existía la selección                 | No existía la selección                               |
| 1930  | No existía la selección                 | No existía la selección                 | No existía la selección                 | No existía la selección                 | No existía la selección                 | No existía la selección                 | No existía la selección                 | No existía la selección                 | No existía la selección                               |
| 1935  | Solo participaron selecciones absolutas | Solo participaron selecciones absolutas | Solo participaron selecciones absolutas | Solo participaron selecciones absolutas | Solo participaron selecciones absolutas | Solo participaron selecciones absolutas | Solo participaron selecciones absolutas | Solo participaron selecciones absolutas | Solo participaron selecciones absolutas               |
| 1938  | Solo participaron selecciones absolutas | Solo participaron selecciones absolutas | Solo participaron selecciones absolutas | Solo participaron selecciones absolutas | Solo participaron selecciones absolutas | Solo participaron selecciones absolutas | Solo participaron selecciones absolutas | Solo participaron selecciones absolutas | Solo participaron selecciones absolutas               |
| 1946  | Solo participaron selecciones absolutas | Solo participaron selecciones absolutas | Solo participaron selecciones absolutas | Solo participaron selecciones absolutas | Solo participaron selecciones absolutas | Solo participaron selecciones absolutas | Solo participaron selecciones absolutas | Solo participaron selecciones absolutas | Solo participaron selecciones absolutas               |
| 1950  | Solo participaron selecciones absolutas | Solo participaron selecciones absolutas | Solo participaron selecciones absolutas | Solo participaron selecciones absolutas | Solo participaron selecciones absolutas | Solo participaron selecciones absolutas | Solo participaron selecciones absolutas | Solo participaron selecciones absolutas | Solo participaron selecciones absolutas               |
| 1954  | Solo participaron selecciones absolutas | Solo participaron selecciones absolutas | Solo participaron selecciones absolutas | Solo participaron selecciones absolutas | Solo participaron selecciones absolutas | Solo participaron selecciones absolutas | Solo participaron selecciones absolutas | Solo participaron selecciones absolutas | Solo participaron selecciones absolutas               |
| 1959  | Solo participaron selecciones absolutas | Solo participaron selecciones absolutas | Solo participaron selecciones absolutas | Solo participaron selecciones absolutas | Solo participaron selecciones absolutas | Solo participaron selecciones absolutas | Solo participaron selecciones absolutas | Solo participaron selecciones absolutas | Solo participaron selecciones absolutas               |
| 1962  | Solo participaron selecciones absolutas | Solo participaron selecciones absolutas | Solo participaron selecciones absolutas | Solo participaron selecciones absolutas | Solo participaron selecciones absolutas | Solo participaron selecciones absolutas | Solo participaron selecciones absolutas | Solo participaron selecciones absolutas | Solo participaron selecciones absolutas               |
| 1966  | Solo participaron selecciones absolutas | Solo participaron selecciones absolutas | Solo participaron selecciones absolutas | Solo participaron selecciones absolutas | Solo participaron selecciones absolutas | Solo participaron selecciones absolutas | Solo participaron selecciones absolutas | Solo participaron selecciones absolutas | Solo participaron selecciones absolutas               |
| 1970  | Solo participaron selecciones absolutas | Solo participaron selecciones absolutas | Solo participaron selecciones absolutas | Solo participaron selecciones absolutas | Solo participaron selecciones absolutas | Solo participaron selecciones absolutas | Solo participaron selecciones absolutas | Solo participaron selecciones absolutas | Solo participaron selecciones absolutas               |
| 1974  | Solo participaron selecciones absolutas | Solo participaron selecciones absolutas | Solo participaron selecciones absolutas | Solo participaron selecciones absolutas | Solo participaron selecciones absolutas | Solo participaron selecciones absolutas | Solo participaron selecciones absolutas | Solo participaron selecciones absolutas | Solo participaron selecciones absolutas               |
| 1978  | Solo participaron selecciones absolutas | Solo participaron selecciones absolutas | Solo participaron selecciones absolutas | Solo participaron selecciones absolutas | Solo participaron selecciones absolutas | Solo participaron selecciones absolutas | Solo participaron selecciones absolutas | Solo participaron selecciones absolutas | Solo participaron selecciones absolutas               |
| 1982  | Solo participaron selecciones absolutas | Solo participaron selecciones absolutas | Solo participaron selecciones absolutas | Solo participaron selecciones absolutas | Solo participaron selecciones absolutas | Solo participaron selecciones absolutas | Solo participaron selecciones absolutas | Solo participaron selecciones absolutas | Solo participaron selecciones absolutas               |
| 1986  | Solo participaron selecciones absolutas | Solo participaron selecciones absolutas | Solo participaron selecciones absolutas | Solo participaron selecciones absolutas | Solo participaron selecciones absolutas | Solo participaron selecciones absolutas | Solo participaron selecciones absolutas | Solo participaron selecciones absolutas | Solo participaron selecciones absolutas               |
| 1990  | Subcampeón                              | 2.º                                     | 5                                       | 3                                       | 1                                       | 1                                       | 8                                       | 4                                       | Juan García Rivas, Edson Rodríguez y Wilson Chacón: 2 |
| 1993  | Solo participaron selecciones sub-20    | Solo participaron selecciones sub-20    | Solo participaron selecciones sub-20    | Solo participaron selecciones sub-20    | Solo participaron selecciones sub-20    | Solo participaron selecciones sub-20    | Solo participaron selecciones sub-20    | Solo participaron selecciones sub-20    | Solo participaron selecciones sub-20                  |
| 1998  | Solo participaron selecciones sub-20    | Solo participaron selecciones sub-20    | Solo participaron selecciones sub-20    | Solo participaron selecciones sub-20    | Solo participaron selecciones sub-20    | Solo participaron selecciones sub-20    | Solo participaron selecciones sub-20    | Solo participaron selecciones sub-20    | Solo participaron selecciones sub-20                  |
| 2002  | Solo participaron selecciones sub-20    | Solo participaron selecciones sub-20    | Solo participaron selecciones sub-20    | Solo participaron selecciones sub-20    | Solo participaron selecciones sub-20    | Solo participaron selecciones sub-20    | Solo participaron selecciones sub-20    | Solo participaron selecciones sub-20    | Solo participaron selecciones sub-20                  |
| 2006  | Solo participaron selecciones sub-20    | Solo participaron selecciones sub-20    | Solo participaron selecciones sub-20    | Solo participaron selecciones sub-20    | Solo participaron selecciones sub-20    | Solo participaron selecciones sub-20    | Solo participaron selecciones sub-20    | Solo participaron selecciones sub-20    | Solo participaron selecciones sub-20                  |
| 2010  | No hubo competición de fútbol           | No hubo competición de fútbol           | No hubo competición de fútbol           | No hubo competición de fútbol           | No hubo competición de fútbol           | No hubo competición de fútbol           | No hubo competición de fútbol           | No hubo competición de fútbol           | No hubo competición de fútbol                         |
| 2014  | Solo participaron selecciones sub-20    | Solo participaron selecciones sub-20    | Solo participaron selecciones sub-20    | Solo participaron selecciones sub-20    | Solo participaron selecciones sub-20    | Solo participaron selecciones sub-20    | Solo participaron selecciones sub-20    | Solo participaron selecciones sub-20    | Solo participaron selecciones sub-20                  |
| 2018  | Solo participaron selecciones sub-20    | Solo participaron selecciones sub-20    | Solo participaron selecciones sub-20    | Solo participaron selecciones sub-20    | Solo participaron selecciones sub-20    | Solo participaron selecciones sub-20    | Solo participaron selecciones sub-20    | Solo participaron selecciones sub-20    | Solo participaron selecciones sub-20                  |
| 2023  | Solo participaron selecciones sub-20    | Solo participaron selecciones sub-20    | Solo participaron selecciones sub-20    | Solo participaron selecciones sub-20    | Solo participaron selecciones sub-20    | Solo participaron selecciones sub-20    | Solo participaron selecciones sub-20    | Solo participaron selecciones sub-20    | Solo participaron selecciones sub-20                  |
| Total | 1/1                                     | –                                       | 5                                       | 3                                       | 1                                       | 1                                       | 8                                       | 4                                       | Juan García Rivas, Edson Rodríguez y Wilson Chacón: 2 |

## Jugadores

### Última convocatoria
Los siguientes jugadores fueron convocados para disputar el Torneo Preolímpico Sudamericano Sub-23 de 2024
 celebrado en Venezuela.
Las apariciones y goles están actualizadas al 11 de febrero luego del partido ante la selección de fútbol sub-23 de Paraguay.
| No. | Pos. | Jugador                     | Fecha de nacimiento (edad)        | Apa. | Goles | Club                                                |
| --- | ---- | --------------------------- | --------------------------------- | ---- | ----- | --------------------------------------------------- |
| 1   | POR  | Frankarlos Benítez          | 3 de mayo de 2004 (20 años)       | 3    | 0     | Caracas                                             |
| 12  | POR  | Samuel Rodríguez            | 05 de mayo de 2003 (21 años)      | 0    | 0     | Burgos Club de Fútbol Promesas                      |
|     |      |                             |                                   |      |       |                                                     |
| 2   | POR  | Pedro Fulco                 | 26 de enero de 2005 (20 años)     | 1    | 0     | Academia Puerto Cabello sub-20                      |
| 3   | DEF  | Rafael Uzcátegui            | 04 de octubre de 2004 (20 años)   | 0    | 0     | Boyacá Chicó                                        |
| 4   | DEF  | Carlos Vivas                | 04 de abril de 2002 (22 años)     | 7    | 0     | Deportivo Táchira F.C.                              |
| 6   | DEF  | Álex Custodio               | 31 de enero de 2004 (21 años)     | 0    | 0     | Deportivo La Guaira Fútbol Club                     |
| 13  | DEF  | Andrés Ferro                | 02 de agosto de 2001 (23 años)    | 6    | 0     | Club Atlético Central Córdoba (Santiago del Estero) |
| 20  | DEF  | Jesús Quintero              | 01 de febrero de 2001 (24 años)   | 5    | 0     | Deportivo Pasto                                     |
| 21  | DEF  | Renné Rivas                 | 21 de marzo de 2003 (21 años)     | 2    | 0     | Caracas Fútbol Club                                 |
| 22  | DEF  | Jesús Paz                   | 13 de mayo de 2001 (23 años)      | 0    | 0     | Chrobry Głogów                                      |
| 24  | DEF  | Bianneider Tamayo           | 13 de enero de 2005 (20 años)     | 0    | 0     | Caracas Fútbol Club                                 |
|     |      |                             |                                   |      |       |                                                     |
| 5   | MED  | Matías Lacava               | 24 de octubre de 2002 (22 años)   | 3    | 0     | Futebol Clube de Vizela                             |
| 7   | MED  | Bryant Ortega               | 28 de febrero de 2003 (22 años)   | 6    | 1     | Caracas                                             |
| 10  | MED  | Emerson Ruíz                | 01 de marzo de 2003 (22 años)     | 6    | 0     | Metropolitanos Fútbol Club                          |
| 14  | MED  | Anderson Contreras          | 30 de marzo de 2001 (23 años)     | 2    | 0     | Caracas                                             |
| 15  | MED  | David Martínez Morales      | 7 de febrero de 2006 (19 años)    | 6    | 0     | Los Angeles Football Club                           |
| 18  | MED  | Carlos Faya                 | 18 de enero de 2002 (23 años)     | 7    | 0     | CDA Navalcarnero                                    |
| 23  | MED  | Telasco Segovia             | 02 de abril de 2003 (21 años)     | 2    | 0     | Casa Pia Atlético Clube                             |
|     |      |                             |                                   |      |       |                                                     |
| 8   | DEL  | Jovanny Bolívar             | 16 de diciembre de 2001 (23 años) | 0    | 0     | Sociedad Deportiva Huesca                           |
| 9   | DEL  | Kevin Kelsy                 | 27 de julio de 2004 (20 años)     | 7    | 2     | Football Club Cincinnati                            |
| 11  | DEL  | Bryan José Castillo Rosendo | 14 de mayo de 2001 (23 años)      | 6    | 0     | Deportivo Táchira Fútbol Club                       |
| 17  | DEL  | Luifer Hernández            | 28 de abril de 2001 (23 años)     | 2    | 0     | Academia Puerto Cabello                             |
| 19  | DEL  | José Riasco                 | 02 de febrero de 2004 (21 años)   | 2    | 0     | Boston River                                        |

### Cuerpo técnico
| Puesto                 | Nombre |
| ---------------------- | ------ |
| Seleccionador          |        |
| Asistente técnico      |        |
| Preparador físico      |        |
| Preparador de arqueros |        |

## Entrenadores
| - Gregorio Gómez 1968-1971 - Manuel Plasencia 1980 - Rafael Santana 1990 - Víctor Pignanelli 1992 - Rafael Santana 1996 - Lino Alonso 2000 - Ramón Hernández 2004 - Amleto Bonacorso 2020 - Fernando Batista 2021-2023 - Ricardo Valiño 2023-2025 |

## Palmarés

### Torneos oficiales
- Torneo Preolímpico Sudamericano Sub-23:
  - Cuarto lugar (2): 1980[3] y 1996[4]

- Juegos Centroamericanos y del Caribe
  -  Medalla de plata (1): 1990.

### Torneos amistosos
- Torneo Maurice Revello
  -  Medalla de plata (1): 2022.